# Alexander Dmitrijewitsch Beglow

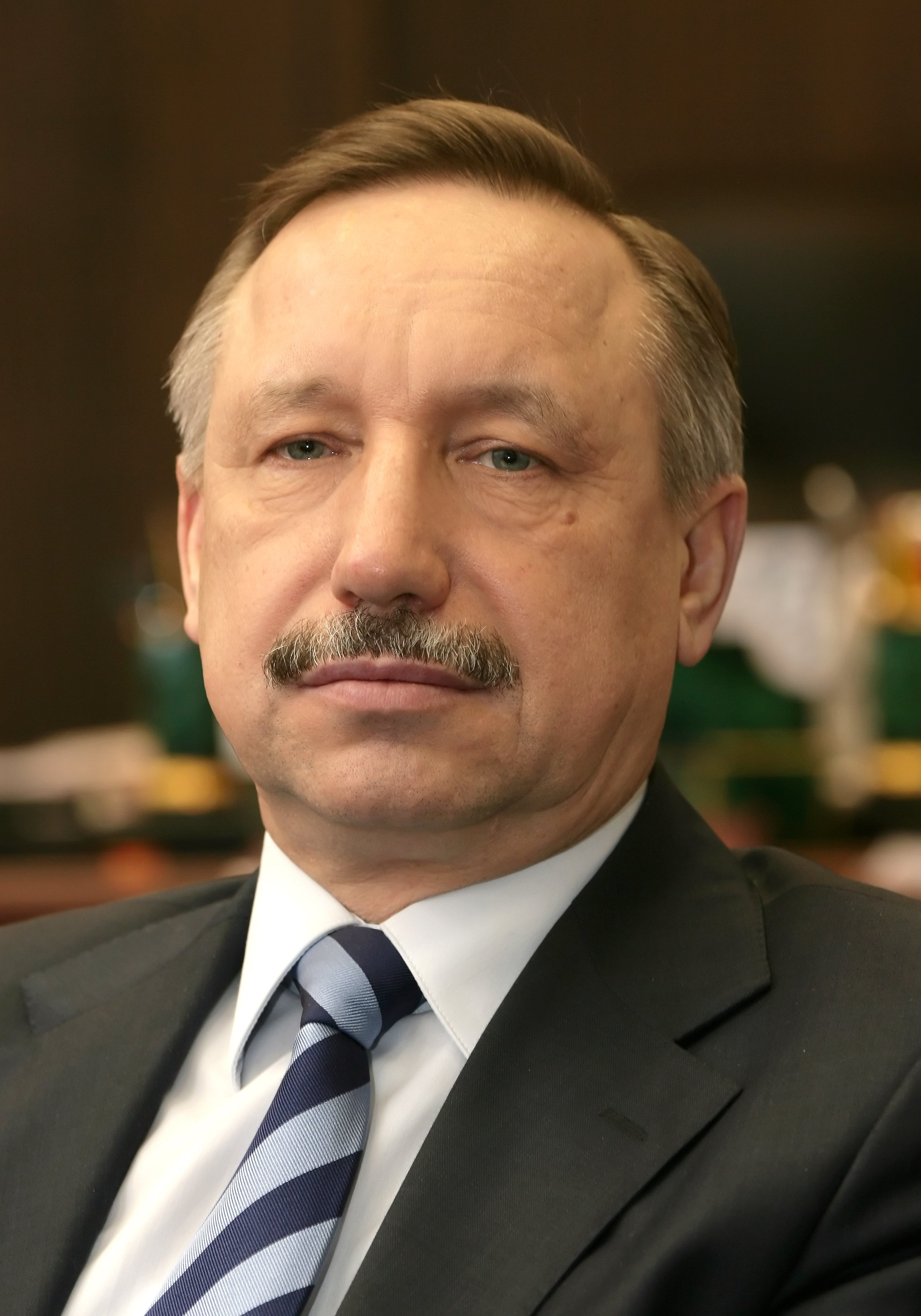
Alexander Beglow

Alexander Dmitrijewitsch Beglow (russisch Александр Дмитриевич Беглов, wiss. Transliteration Aleksandr Dmitrievič Beglov; * 19. Mai 1956 in Baku) ist ein russischer Politiker. Seit 2018 ist er Gouverneur von Sankt Petersburg.

## Leben
Von 1976 bis 1978 leistete Beglow seinen Wehrdienst ab. Er beendete 1983 seine Ausbildung am Leningrader Institut für Bauwesen mit einem Diplom in Industrie- und Bauingenieurwesen. Von 1979 bis 1985 war er für Leningrader Bauunternehmen tätig. Anschließend bekleidete er verschiedene Funktionen in der Leningrader Verwaltung und der Kommunistischen Partei der Stadt. Von 1991 bis 1997 arbeitete er als Chefingenieur. 
Er ist Kandidat der technischen Wissenschaften. 1994 verteidigte er seine Dissertation über die Stabilität von Stahlbetonelementen in der Biegeebene an der Staatlichen Universität für Architektur und Bauwesen Sankt Petersburg. Von 1997 bis 1999 war er als wissenschaftlicher Mitarbeiter an der Universität tätig.
Von September 1999 bis Juni 2002 war er Verwaltungschef des Rajons Kurortny in Sankt Petersburg. Im Juni 2002 wurde er zum Vizegouverneur von Sankt Petersburg ernannt. Nachdem Gouverneur Wladimir Jakowlew aus dem Amt ausgeschieden war, war Beglow von Juni bis Oktober 2003 kommissarisch Gouverneur. 
2003 erlangte er einen Abschluss an der Nord-West-Akademie für öffentliche Verwaltung.
Im Mai 2003 trat Beglow der Partei Einiges Russland bei. Vom 15. Oktober 2003 bis zum 27. Mai 2004 war er Stellvertreter des Bevollmächtigten des russischen Präsidenten im Föderationskreis Nordwestrussland. Bei der Parlamentswahl in Russland 2003 wurde er auf der Liste von Einiges Russland in die Duma gewählt, legte sein Mandat aber nach der Wahl nieder.
2004 wurde er zum Wirklichen Staatsrat 1. Klasse der Russischen Föderation ernannt.
Von 2004 bis 2012 war Beglow in der Russischen Präsidialverwaltung tätig und war vom 12. Mai 2008 bis zum 23. Mai 2012 deren stellvertretender Leiter.
Mit einer Arbeit über Produktionsmanagement der landwirtschaftlichen Produktion in Kosakengemeinden als Potenzial für eine nachhaltige sozioökonomische Entwicklung von Regionen an der Staatlichen Universität für Technologie und Management Moskau erlangte er 2012 den Titel Doktor der Wissenschaften in Wirtschaftswissenschaft.
Vom 23. Mai 2012 bis zum 25. Dezember 2017 war er bevollmächtigter Vertreter des Präsidenten der Russischen Föderation im Föderationskreis Zentralrussland. Er war vom 25. Mai 2012 bis zum 19. November 2018 Mitglied des Sicherheitsrats der Russischen Föderation und ist dies erneut seit dem 18. Februar 2019. Vom 25. Dezember 2017 bis zum 3. Oktober 2018 war er bevollmächtigter Vertreter des Präsidenten der Russischen Föderation im Föderationskreis Nordwestrussland.
Am 3. Oktober 2018 wurde er von Präsident Putin kommissarisch zum Gouverneur von Sankt Petersburg ernannt. Die Gouverneurswahl am 8. September 2019 gewann er mit 64,43 % der Stimmen. Am 18. September trat er das Amt an.

## Auszeichnungen
- Verdienstorden für das Vaterland
  - IV. Klasse (2006)
  - III. Klasse (2012)
  - II. Klasse (2021)
- Verdiensturkunde der russischen Regierung (2006)
- Orden der Freundschaft der Republik Südossetien (2019)
- Geehrter Baumeister der Russischen Föderation (2004)
- Orden des Heiligen Fürsten Daniel von Moskau I. (2011)
- Orden des Heiligen Sergius von Radonesch I.
- Orden des Heiligen Großfürsten Alexander Newski II. (2021)[2]